# Умэки, Миёси
Миёси Умэки (яп. 梅木 美代志, англ. Miyoshi Umeki, 3 апреля 1929 — 28 августа 2007) — американская актриса и певица, иммигрировавшая в США из Японии в 1955 году.

## Биография

### Карьера
Миёси Умэки родилась 3 апреля 1929 года в городе Отару на японском острове Хоккайдо младшей в семье из девяти детей. В юности она была поклонницей театра Кабуки и американской поп-музыки и это впоследствии повлияло на формирование её карьеры.
После окончания Второй мировой войны Миёси стала выступать в качестве певицы в кабаре, используя при этом псевдоним Нэнси Умеки. Вскоре после этого она сделала несколько записей своих песен на студии «RCA Victor Japan», а в 1953 году дебютировала в кино в японском фильме «Seishun Jazu Musume».
В 1955 году Миёси Умэки иммигрировала в США, где решила продолжить свою актёрскую и музыкальную карьеру. Там первоначально она появилась на телевидении, а затем подписала контракт с компанией «Mercury Records», где записала несколько одиночных синглов и два альбома. Вскоре она привлекла к себе внимание режиссёра Джошуа Логана, который пригласил её на роль Кацуми в своём фильме «Саёнара» (1957). Эта роль принесла ей в 1958 году премию «Оскар» за лучшую женскую роль второго плана и Миёси Умэки стала первым азиатским артистом, получившем эту награду.
В 1958 году Миёси Умэки была номинирована на премию «Тони» за свою роль в бродвейском мюзикле «Песня барабана цветов». Показ продолжался два года, а в 1961 году мюзикл был экранизирован. За свою роль в киноверсии «Песня барабана цветов» актриса была номинирована на «Золотой глобус». После 1961 года она снялась всего в трёх фильмах, после чего с 1969 по 1972 год исполняла роль миссис Ливингстон в сериале «Ухаживания отца Эдди», а после завершения показа прекратила свою карьеру.

### Личная жизнь
Первым мужем Миёси Умэки, за которого она вышла замуж в 1958 году, был телевизионный режиссёр Уайн Опи, брак с которым завершился разводом в 1967 году. Во второй раз актриса вышла замуж годом позже за режиссёра Рэндола Худа, вместе с которым она усыновила сына Майкла. Пара обосновалась в Лос-Анджелесе, где они занялись арендным бизнесом. После смерти мужа в 1976 году Миёси Умэки долгое время жила одна в городке Шерман-Окс, а после чего переехала в Ликинг, штат Миссури, в семью сына. Там же она и умерла от рака 28 августа 2007 года в возрасте 78 лет.

## Избранная фильмография
- Песня барабана цветов (1961) — Мэй Ли
- Сайонара (1957) — Кацуми
- Девушка по имени Тамико (1962) — Эйко

## Награды
- 1958 — Премия «Оскар» за лучшую женскую роль второго плана («Сайонара»)